# Winti

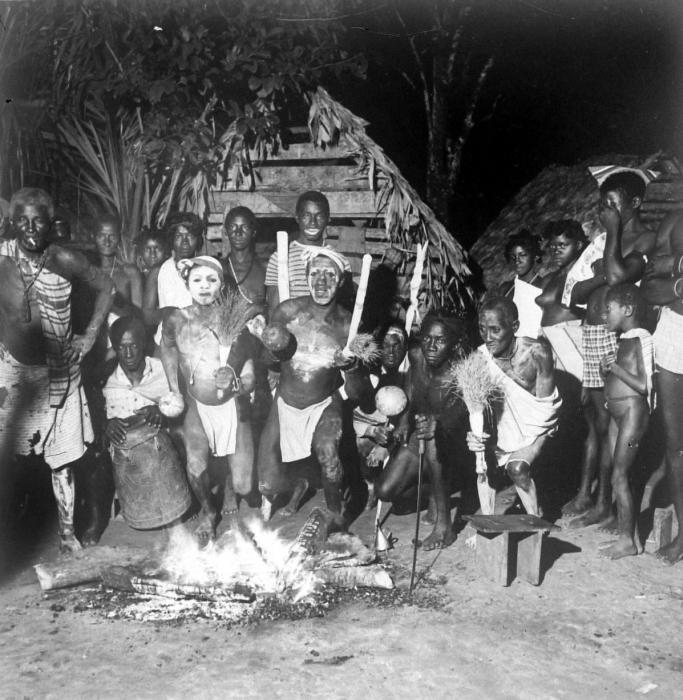
Un rito winti

Winti è il nome di una religione del Suriname, derivata dal confluire di diverse credenze degli schiavi neri originari dell'Africa occidentale. Evoluzioni simili possono essere osservate in altre nazioni del Nuovo Mondo, per esempio il candomblé in Brasile o la santeria a Cuba.
Il termine winti significa letteralmente "vento" e sta a indicare il moto degli spiriti che accompagnano i viventi, anche se in origine esso si riferiva al nome in generale degli spiriti e delle divinità.
Alla base del winti è la credenza in un dio creatore chiamato Anana Kedyaman Kedyanpon e attorniato da un vero e proprio pantheon, così come è atto di fede ritenere che gli spiriti degli antenati possano agire. La concezione dell'individuo secondo la religione winti è quella di un essere dotato di tre aspetti spirituali chiamati Dyodyo, Kra e Yorka, che fanno da tramite col mondo sovrannaturale.
Il winti consta di quattro pantheon:
- Goron Winti (pantheon della terra)
- Watra Winti (pantheon dell'acqua)
- Busi Winti (pantheon della foresta)
- Tapu Winti (pantheon del cielo)